# Bambuneres
Les bambuneres era com se les anomenava popularment al conjunt de dones treballadores en la indústria paperera alcoiana. Treballaven per a l'empresari Rafael Abad Santonja a la marca de paper de fumar El Bambú, entre 1907 i 1984, especialitzada en els llibrets de paper de fumar. Aquesta va entrar a formar part les Papeleras Reunidas l'any 1934. En l'època de major esplendor podien treballar fins a 800 treballadores.
Foren conegudes pel seu activisme i organització en la lluita obrera. Van ser les primeres dones en fer vaga per a reclamar un horari laboral que va permetre a les noves generacions millorar les seues condicions laborals. El 25 d'octubre de 1945, per exemple, organitzaren una vaga de braços creuats per reivindicar millors sous després de 9 anys sense cap augment salarial. Gràcies a aquesta vaga aconseguiren un augment salarial d'un 25%.

## Memòria oral i musical
Les bambuneres eren conegudes per la seua presumpta desinhibició i segons Josep Vicent Frechina i Andreu, protagonitzen una cançó popularíssima en tota la contornada Aquesta cançó, crítica amb l'empresariat, s'anomena Les bambuneres:
Les xiques del Bambú

no volen fer faena,

les xiques del Bambú

porten calces de seda.

Les xiques del Bambú

no volen als teixidors,

ara volen als brosseros

perquè van en camió.

Xe, que abús xe, que abús,

fan les xiques del Bambú

que porten calces de seda

i voldrien portar més.

Ens han lluït la frontera,

s'han gastat un dineral,

ens han fet frontera nova

en el «Círcul» Industrial.

Han portat cadires noves

d'allí baix de l'estranger

perquè refermen la gepa

els gossos malfaeners.

Xe, que abús xe, que abús,

fan les xiques del Bambú

que porten calces de seda

i voldrien portar més.

En el carrer la Sardina,

número quaranta-u viu

una xica fadrina

que treballa en el Bambú.

Sa mare es ruscadera

i son pare celador,

ella guanya una pesseta

i ell ens porta paletó.

Xe, que abús xe, que abús,

fan les xiques del Bambú

que porten calces de seda

i voldrien portar més.